# Thierry Peponnet
Thierry Peponnet (El Havre, 7 de septiembre de 1959) es un deportista francés que compitió en vela en la clase 470. Es tío del regatista Kévin Peponnet.
Participó en dos Juegos Olímpicos de Verano, obteniendo dos medallas, bronce en Los Ángeles 1984 y oro en Seúl 1988, ambas en la clase 470 (junto con Luc Pillot).
Ganó dos medallas en el Campeonato Mundial de 470, oro en 1986 y plata en 1985, y seis medallas en el Campeonato Europeo de 470 entre los años 1980 y 1988.

## Palmarés internacional
| \| Juegos Olímpicos \| Juegos Olímpicos \| Juegos Olímpicos \| Juegos Olímpicos \| \| Año \| Lugar \| Medalla \| Clase \| \| ------------------ \| ---------------------------- \| ----------------- \| ---------------- \| \| 1984 \| Los Ángeles (Estados Unidos) \| Medalla de bronce \| 470 \| \| 1988 \| Seúl (Corea del Sur) \| Medalla de oro \| 470 \| \| Campeonato Mundial \| \| \| \| \| Año \| Lugar \| Medalla \| Clase \| \| 1985 \| Marina di Carrara (Italia) \| Medalla de plata \| 470 \| \| 1986 \| Salou (España) \| Medalla de oro \| 470 \| \| Campeonato Europeo \| \| \| \| \| Año \| Lugar \| Medalla \| Clase \| \| 1980 \| Helsinki (Finlandia) \| Medalla de plata \| 470 \| \| 1982 \| Balatonfüred (Hungría) \| Medalla de plata \| 470 \| \| 1983 \| Puck (Polonia) \| Medalla de bronce \| 470 \| \| 1986 \| Sønderborg (Dinamarca) \| Medalla de oro \| 470 \| \| 1987 \| Lysekil (Suecia) \| Medalla de plata \| 470 \| \| 1988 \| Quiberon (Francia) \| Medalla de oro \| 470 \| |                              |                   |       |
| Juegos Olímpicos |                              |                   |       |
| Año | Lugar                        | Medalla           | Clase |
| 1984 | Los Ángeles (Estados Unidos) | Medalla de bronce | 470   |
| 1988 | Seúl (Corea del Sur)         | Medalla de oro    | 470   |
| Campeonato Mundial |                              |                   |       |
| Año | Lugar                        | Medalla           | Clase |
| 1985 | Marina di Carrara (Italia)   | Medalla de plata  | 470   |
| 1986 | Salou (España)               | Medalla de oro    | 470   |
| Campeonato Europeo |                              |                   |       |
| Año | Lugar                        | Medalla           | Clase |
| 1980 | Helsinki (Finlandia)         | Medalla de plata  | 470   |
| 1982 | Balatonfüred (Hungría)       | Medalla de plata  | 470   |
| 1983 | Puck (Polonia)               | Medalla de bronce | 470   |
| 1986 | Sønderborg (Dinamarca)       | Medalla de oro    | 470   |
| 1987 | Lysekil (Suecia)             | Medalla de plata  | 470   |
| 1988 | Quiberon (Francia)           | Medalla de oro    | 470   |